# La taxista (telenovela ecuatoriana)
La taxista (también conocida como Rosita, la taxista) es una telenovela ecuatoriana de comedia dramática dirigida por Paco Cuesta, y producida y emitida por Ecuavisa en el año 2010. Es una historia original escrita por Cristian Cortez, basada en una idea original de Roberto Argüello.
Protagonizada por Claudia Camposano y Diego Spotorno, con las participaciones antagónicas de Sonia Cubides, Santiago Carpio, Tania Salas y Fabián Tapia. Cuenta además con las actuaciones estelares de María Fernanda Ríos, María Mercedes Pacheco, Jonathan Estrada, Marcela Ruete y el primer actor Raymundo Zambrano; y la actuación especial de Roberto Manrique.

## Trama
La historia central es de Rosita (Claudia Camposano), una sensible mujer que aunque es de la sierra lleva años viviendo en el litoral, llevando sus raíces a donde quiera que va en su taxi, Ella trabaja como taxista en la Cooperativa “El combo amarillo” y conoce a al amor de su vida ‘el Didi’ (Diego Spotorno), en medio de la lucha de sus diferentes clases sociales, pese a todo, las circunstancias se conjugaran para que vivan un tórrido romance. Rosita hace una carrera a una fiesta de disfraces de alta sociedad en donde conoce a su amado, al cual ama sobre todas las cosas. Por su parte Didi, el chico aniñado y de buena familia, está comprometido con Bianca Boloña (Sonia Cubides) una mujer superficial y muy ambiciosa que en conspiración con Rodrigo Robalino (Santiago Carpio), primo de Didi, quieren dejarlo fuera del mando de su empresa.

## Reparto

### Reparto principal[2]
- Claudia Camposano - Rosita Baltazara Tituaña Morales
- Diego Spotorno - Daniel "Didi" Herzog
- Sonia Cubides - Bianca Bologna
- Santiago Carpio - Rodrigo Robalino Herzog
- José Northia - Antonio Godofredo Martínez "Tony Bola"
- María Mercedes Pacheco - Estrellita Vespertina Loor de Martínez
- Jonathan Estrada - Marcelo Patricio Guamán Guaraca
- María Fernanda Ríos - Selva Monina Pincay
- Tania Salas - Nana Encarnación Jiménez
- Marcela Ruete - María Vela "Manivela"

### Reparto recurrente
- Mercedes Payne - Rosario "Charito" Caicedo Vera
- Raymundo Zambrano - Benemérito Pincay
- Monserrate Benalcázar - Melchora Morales de Pincay
- Ricardo González - Teófilo Jacinto "Chinto" Caicedo Vera
- Pablo Mario Ansaldo - Cachuflín
- Malisa Macías - Doña Gardenia vda. de Herzog
- Fabián Tapia - Bronco Jiménez/Bronco Herzog Jiménez
- Verónica Pinzón - Narcisa de Jesús "Chuchito" Loor
- Daniela Vallejo - Lady Mi
- Jair Alache Mazzini - Pedro Ramos Seguridad Concesionaria Herzog
- Carlos Mena - Fabricio
- Saskia Muñoz - María Yuquilema
- Alfredo Ceballos - Goyito
- Honorio Santistevan - John Herzog
- Roberto Manrique - Dennis

### Invitados especiales
La telenovela se caracterizó por tener a lo largo de sus capítulos como invitados a varias celebridades ecuatorianas, que fungían como pasajeros de los taxistas de "El combo amarillo". Algunos de ellos fueron:
- Juan Fernando Velasco: cantante ecuatoriano
- Danilo Rosero: cantante ecuatoriano
- Roque Valero: cantante y actor venezolano
- Eduardo Hurtado: futbolista ecuatoriano
- María Elsa Viteri: economista ecuatoriana
- Hilda Murillo: cantante ecuatoriana
- Poly Ugarte: activista, empresaria y política ecuatoriana
- Las Chicas Dulces: grupo musical ecuatoriano
- Luzmila Nicolalde: presentadora de televisión y política ecuatoriana
- Mirella Cesa: cantante ecuatoriana
- Máximo Escaleras: cantante ecuatoriano

## Controversias
A pesar de que la historia fue considerada por Ecuavisa como la primera "telenovela intercultural" al incluir diálogos tanto en español como en Kichwa, la trama de la telenovela no fue bien recibida en la región sierra del Ecuador, especialmente en las comunidades indígenas de la provincia de Imbabura, de la cual se menciona que es oriundo el personaje principal de "Rosita". 
La telenovela fue considerada como una historia ofensiva para la comunidad indígena otavaleña, y que existe un sobre dimensionamiento de los estereotipos de la sociedad hacia lo indígena. Representantes de los pueblos Kichwas del Ecuador indicaron que la producción careció de una investigación sobre la vida de los migrantes indígenas en Guayaquil. La vestimenta de su protagonista fue criticada por varios medios de comunicación como Diario El Comercio e inclusive, fue tildada como una imitación de las telenovelas mexicanas.

## Spin-off
A raíz del éxito que tuvo la telenovela, en 2011 Ecuavisa estrena la serie de comedia El combo amarillo, basada en las historias dentro de la cooperativa de taxis que dio origen a la trama de la novela, en capítulos de 30 minutos. Dentro de su elenco participaron algunos de los actores de la novela interpretando sus mismos personajes, como María Fernanda Ríos (Selva Monina), María Mercedes Pacheco (Estrellita), José Northía (Tony Bola), Jonathan Estrada (Marcelo) y Ricardo González (Chinto). La producción contó con 6 temporadas al aire y finalizó con gran éxito a mediados de 2015.
Dentro de su elenco también figuraron diversos actores como Diego Álvarez "Don Day", Nicolás Espinosa, Brigette Otero (quienes se dieron a conocer en el reality Escuela de famosos), Leonardo Moreira, Andrea Ordóñez, Tábata Gálvez y Mercedes Payne, quien dio vida a un personaje distinto al que interpretó en la novela.

## Premios y nominaciones

### Premios ITV 2010
| Categoría                | Nominados         | Resultado |
| ------------------------ | ----------------- | --------- |
| Mejor programa dramático | La Taxista        | Nominado  |
| Mejor actriz dramática   | Claudia Camposano | Nominada  |
| Mejor actor dramático    | Diego Spotorno    | Nominado  |
| Mejor actor dramático    | Santiago Carpio   | Nominado  |
| Talento ITV              | Santiago Carpio   | Ganador   |